# Großer Salym
Der Große Salym (russisch Большо́й Салы́м/Bolschoi Salym) ist ein 583 Kilometer langer linker Nebenfluss des Ob im Westsibirischen Tiefland in Russland.

## Verlauf
Der Große Salym entfließt in etwa 95 m Höhe einem in diesem Bereich "Salymsumpf" (Salymskoje boloto) genannten Sumpfgebiet im Zentralteil des Westsibirischen Tieflands. Er durchfließt auf seiner gesamten Länge, immer auf dem Territorium des Rajons Neftejugansk des Autonomen Kreises der Chanten und Mansen, die seenreiche Sumpf- und Taigalandschaft in nördlicher bis nordwestlicher Richtung. Dabei mäandriert er stark.
Der Fluss trifft knapp 60 km westlich der Siedlung Poikowski, etwa 9 km vor seiner Mündung in den südlichen Hauptarm des Ob, auf den äußersten linken Ob-Nebenarm Bolschaja Juganskaja. Zuvor teilt er sich in drei Arme, neben dem Hauptarm den Bolschoi Tschuswas nach rechts und die Stariza nach links.
Zu den wenigen größeren Zuflüssen des Großen Salym gehören der Wandras und als bedeutendster der in den Unterlauf mündende Kleine Salym (Maly Salym), beide von links. Während der Frühjahrshochwasser wird ein mehrere Dutzend Quadratkilometer großes Gebiet bei der Einmündung des Kleinen Salym und im Bereich der Mündungsarme des Großen Salym zu einem See.

## Hydrographie
Das Einzugsgebiet des Großen Salym umfasst 18.100 km². Im Unterlauf erreicht der Fluss eine Breite bis 200 m bei einer Tiefe von über 2 m; die Fließgeschwindigkeit beträgt 0,4 m/s.
Die Wasserführung des Großen Salym erreicht an der Mündung im Jahresdurchschnitt 120 m³/s, bei Lempino 65 km oberhalb der Mündung und oberhalb der Einmündung des Kleinen Salym noch 69,4 m³/s bei einem Minimum von 13,0 m³/s im März und einem Maximum von 225 m³/s im Mai.

## Infrastruktur und Wirtschaft
Der Fluss ist auf 210 km schiffbar, als Binnenwasserstraße gelten heute jedoch nur 100 km von der Mündung aufwärts.
Das durchflossene Gebiet ist insgesamt nur dünn besiedelt. Die einzigen Ortschaften sind die Siedlung städtischen Typs Salym, wenige Kilometer von Fluss entfernt am Nebenfluss Wandras am Mittellauf gelegen, sowie Lempino am Unterlauf. Beide gehören zum Rajon Neftejugansk. Bei Salym kreuzen die Eisenbahnstrecke und die Regionalstraße R404 den Fluss, die Tjumen mit Surgut, Nischnewartowsk und Nowy Urengoi verbinden, außerdem mehrere Pipelines. Ein Zweig der R404 zur Hauptstadt des Autonomen Kreises Chanty-Mansijsk kreuzt den Unterlauf des Großen Salym oberhalb Lempino.
Im Bereich des Mittel- und Unterlauf des Großen Salym liegen bedeutende Erdöllagerstätten.